# Pentaloncha
Pentaloncha es un género con dos especies de plantas fanerógamas perteneciente a la familia de las rubiáceas. 
Es nativa del centro y oeste de África tropical.

## Especies
- Pentaloncha humilis Hook.f. (1873).
- Pentaloncha rubriflora R.D.Good (1926).